# Casa Thomas (Escondido)
La Casa Thomas  es una casa histórica ubicada en Escondido, California. La Casa Thomas se encuentra inscrita  en el Registro Nacional de Lugares Históricos desde el 30 de diciembre de 1992. 

## Ubicación
La Casa Thomas se encuentra dentro del condado de San Diego en las coordenadas 33°07′08″N 117°04′36″O / 33.118889, -117.076667.